# Ebreichsdorf
Ebreichsdorf is een gemeente in de Oostenrijkse deelstaat Neder-Oostenrijk, gelegen in het district Baden. De gemeente heeft ongeveer 8800 inwoners.

## Geografie
Ebreichsdorf heeft een oppervlakte van 43,22 km². Het ligt in het noordoosten van het land, in de buurt van de hoofdstad Wenen.

## Kasteel
In Ebreichsdorf is een kasteel, Schloss Ebreichrsdorf, met een golfclub en een poloclub.

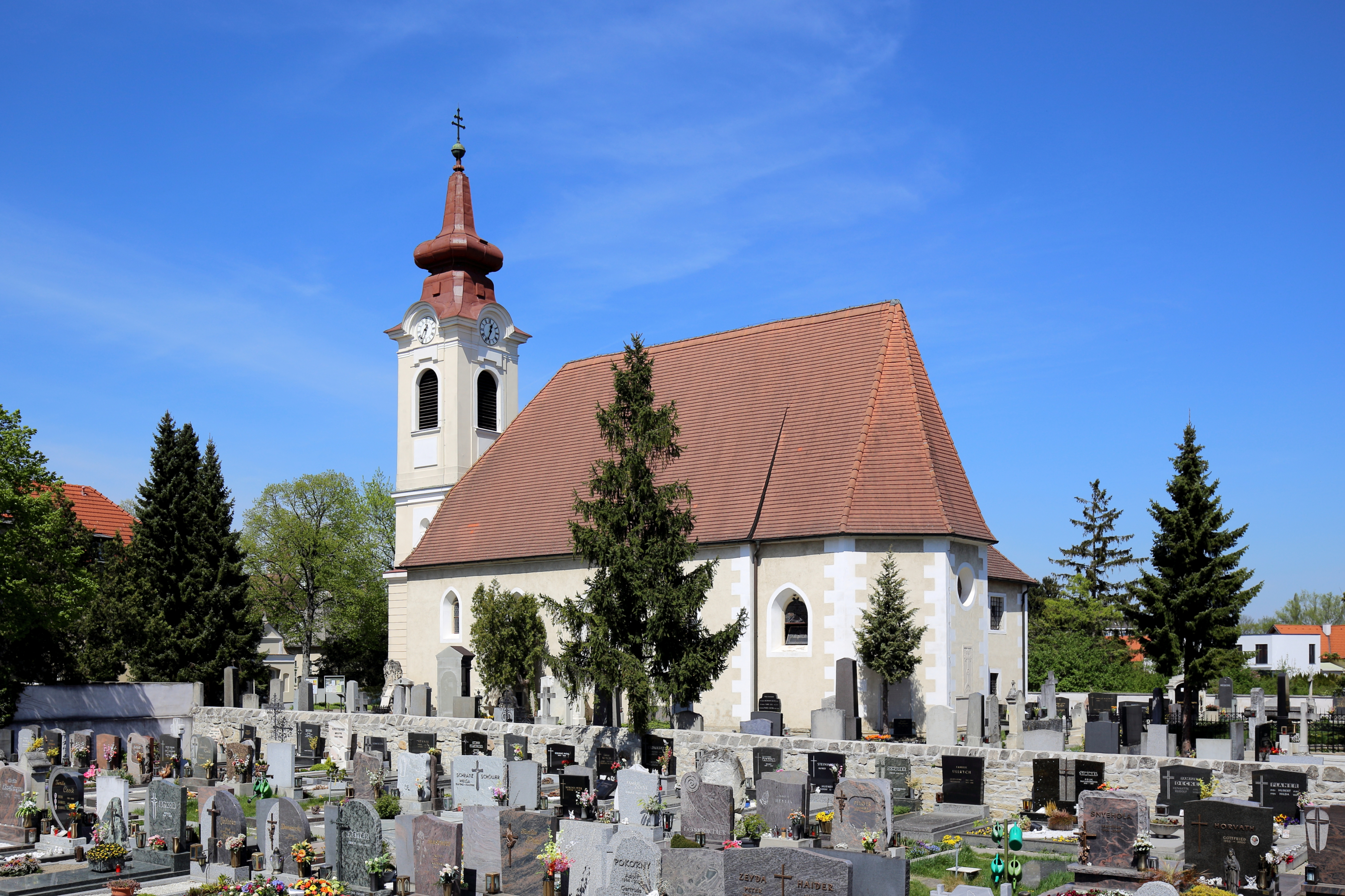
Kerk

Alland · Altenmarkt an der Triesting · Baden · Bad Vöslau · Berndorf · Blumau-Neurißhof · Ebreichsdorf · Enzesfeld-Lindabrunn · Furth an der Triesting · Günselsdorf · Heiligenkreuz · Hernstein · Hirtenberg · Klausen-Leopoldsdorf · Kottingbrunn · Leobersdorf · Mitterndorf an der Fischa · Oberwaltersdorf · Pfaffstätten · Pottendorf · Pottenstein · Reisenberg · Schönau an der Triesting · Seibersdorf · Sooß · Tattendorf · Teesdorf · Traiskirchen · Trumau · Weißenbach an der Triesting
- Gemeinsame Normdatei: 4466293-2
- Library of Congress Control Number: n94076620
- MusicBrainz: a05122a3-d23d-4adc-a7e9-7e7de1132166
- Nationale Bibliotheek van Tsjechië: ge1103856
- Nationale Bibliotheek van Israël: 987007531182105171
- Virtual International Authority File: 149080452
- WorldCat: E39PBJxrPXhF3BYm8VKpHhGGpP